# Serra do Morião

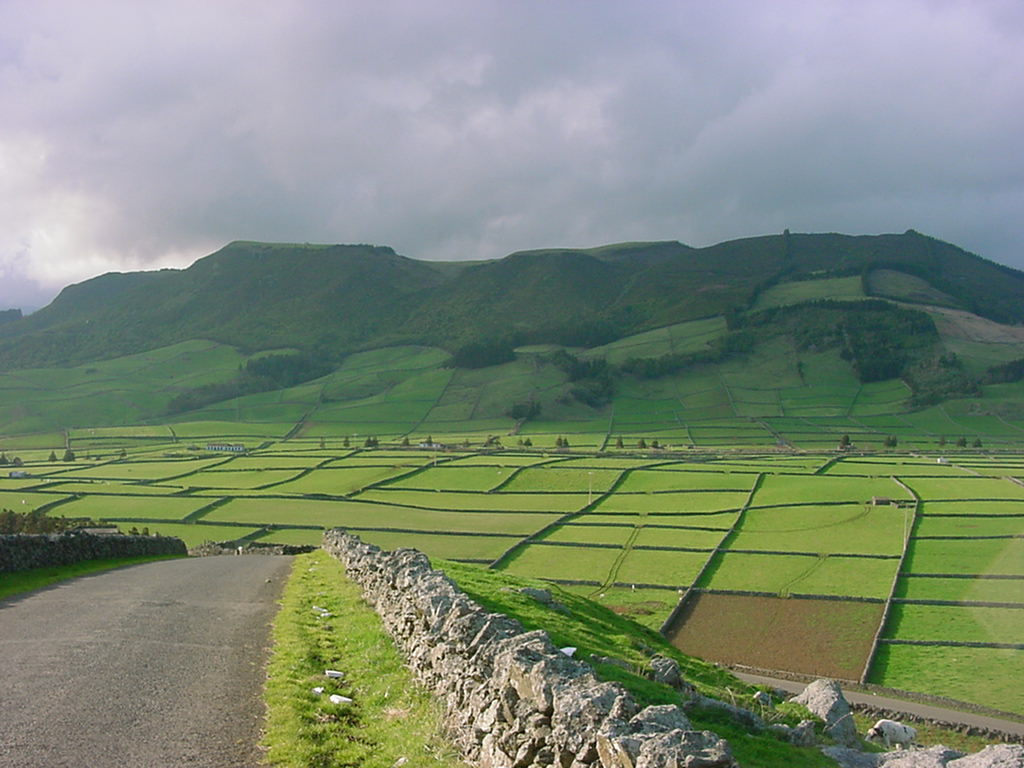
Serra do Morião

A Serra do Morião, também referida como Serra da Nasce Água, localiza-se no Concelho de Angra do Heroísmo, na ilha Terceira, nos Açores.
Ergue-se a 632 metros de altitude e constitui-se numa singularidade. A sua caldeira, denominada de Caldeira de Guilherme Moniz, é possivelmente o maior reservatório de água do concelho de Angra do Heroísmo e da ilha Terceira, senão mesmo de toda a ilha. Esta caldeira foi inundada pela erupção do Algar do Carvão, que a preencheu com lavas deixando as águas invisíveis sob as escoadas lávicas.
Deste grande reservatório brotam várias nascentes como a da Nasce Água e a da Furna da Água, onde a água brota por um tubo lávico.
Segundo a Revista de Estudos Açoreanos:
"O Maciço da Serra do Morião e da Caldeira de Guilherme Moniz corresponde a um grande aparelho vulcânico com uma caldeira: a Caldeira de Guilherme Moniz. Esta caldeira alongada, de dimensões da ordem de 4 km por 2,5 km, apresenta-se desmantelada nos lados N e E, correspondendo os seus bordos W e S à Serra do Morião. É exactamente aqui que se observa o ponto de maior altitude, o Rosto, com 632 m. Na caldeira observam-se formações mais recentes, tais como o Pico do Gualpanal e as lavas oriundas do Pico do Algar do Carvão. Nos flancos SW e S da Serra do Morião são, ainda, visíveis cones vulcânicos secundários instalados sobre acidentes tectónicos de direcção N-S (Zbyszewski et al., 1971).